# Tirusulam
Tirusulam è una suddivisione dell'India, classificata come census town, di 5.997 abitanti, situata nel distretto di Kanchipuram, nello stato federato del Tamil Nadu. In base al numero di abitanti la città rientra nella classe V (da 5.000 a 9.999 persone).

## Geografia fisica
La città è situata a 12° 58' 40 N e 80° 10' 05 E.

## Società

### Evoluzione demografica
Al censimento del 2001 la popolazione di Tirusulam assommava a 5.997 persone, delle quali 3.108 maschi e 2.889 femmine. I bambini di età inferiore o uguale ai sei anni assommavano a 867, dei quali 441 maschi e 426 femmine. Infine, coloro che erano in grado di saper almeno leggere e scrivere erano 3.585, dei quali 2.120 maschi e 1.465 femmine.